# Lijst van personen overleden in juni 2015
Dit is een lijst van bekende personen die zijn overleden in juni 2015.

## Juni

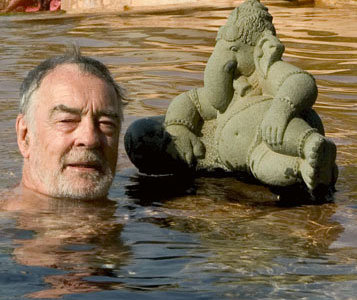
Richard Johnson
5 juni

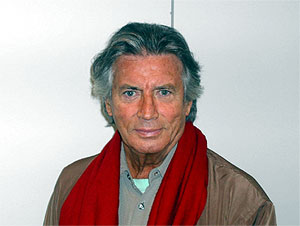
Pierre Brice
6 juni

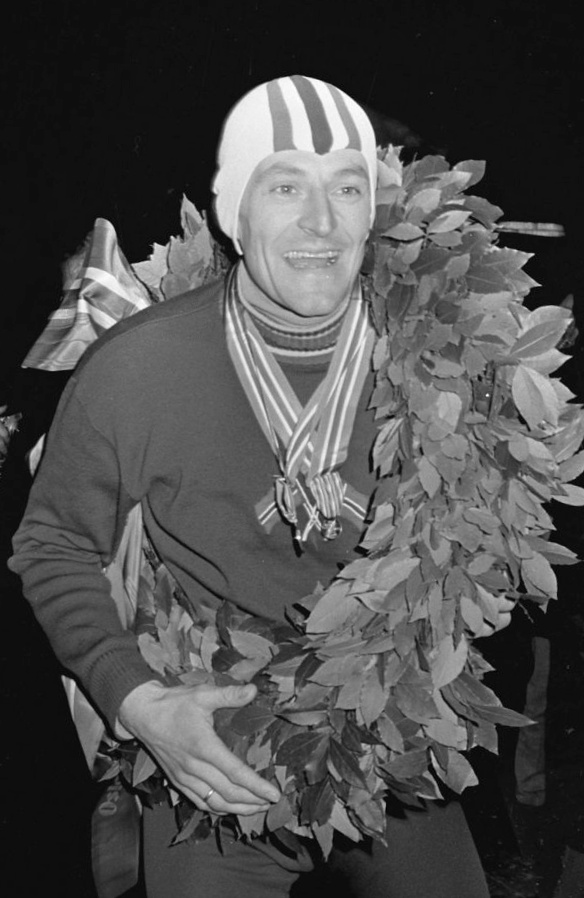
Fred Anton Maier
9 juni

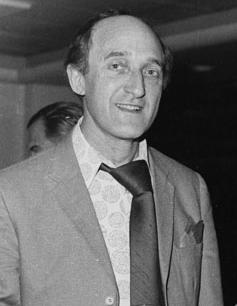
Ron Moody
11 juni

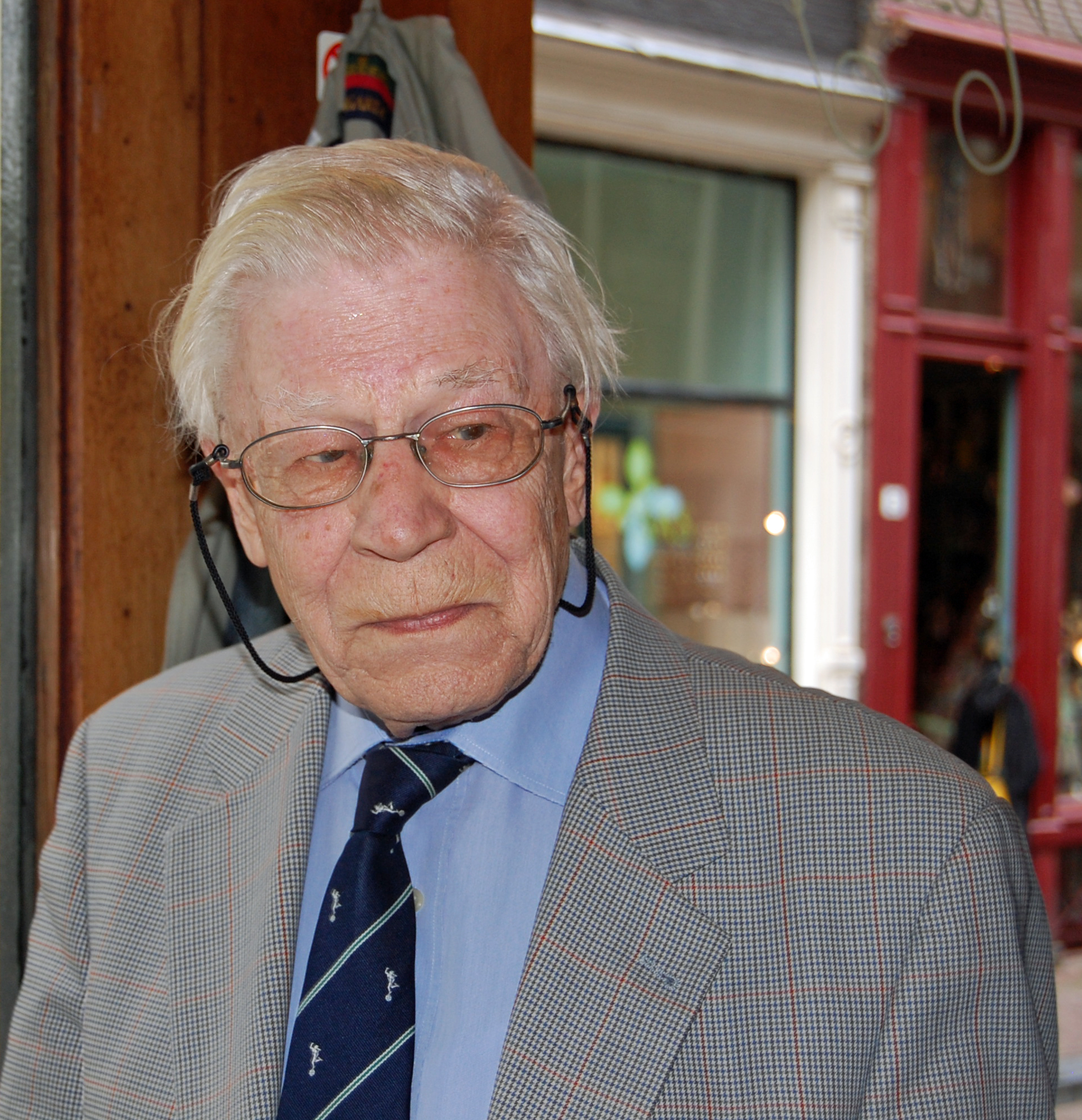
Drs. P
13 juni

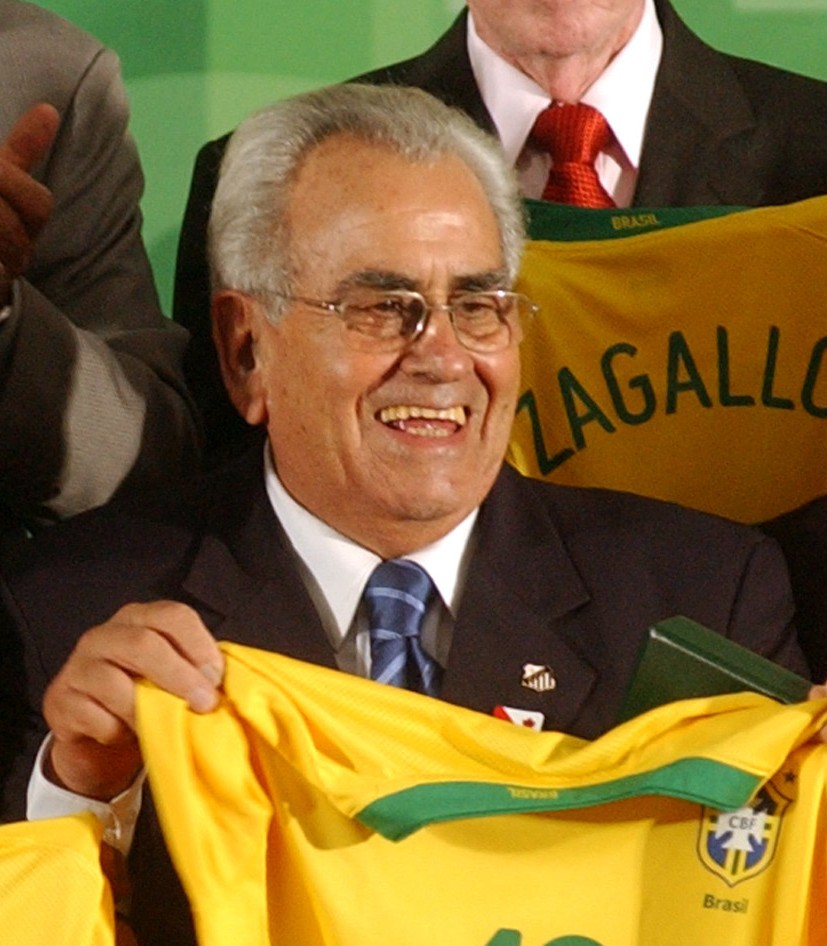
José Ely de Miranda
14 juni

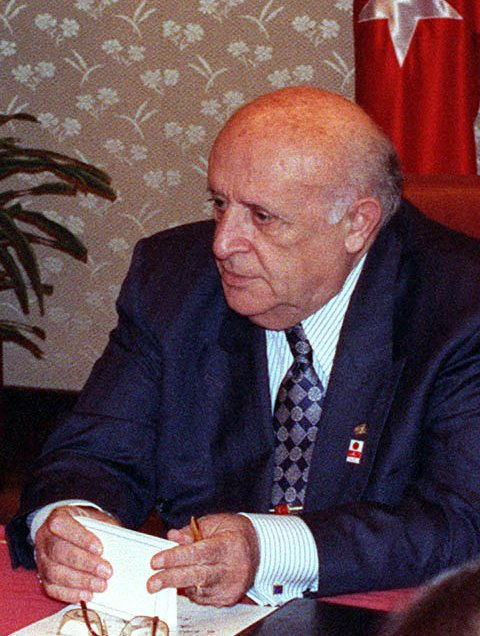
Süleyman Demirel
17 juni

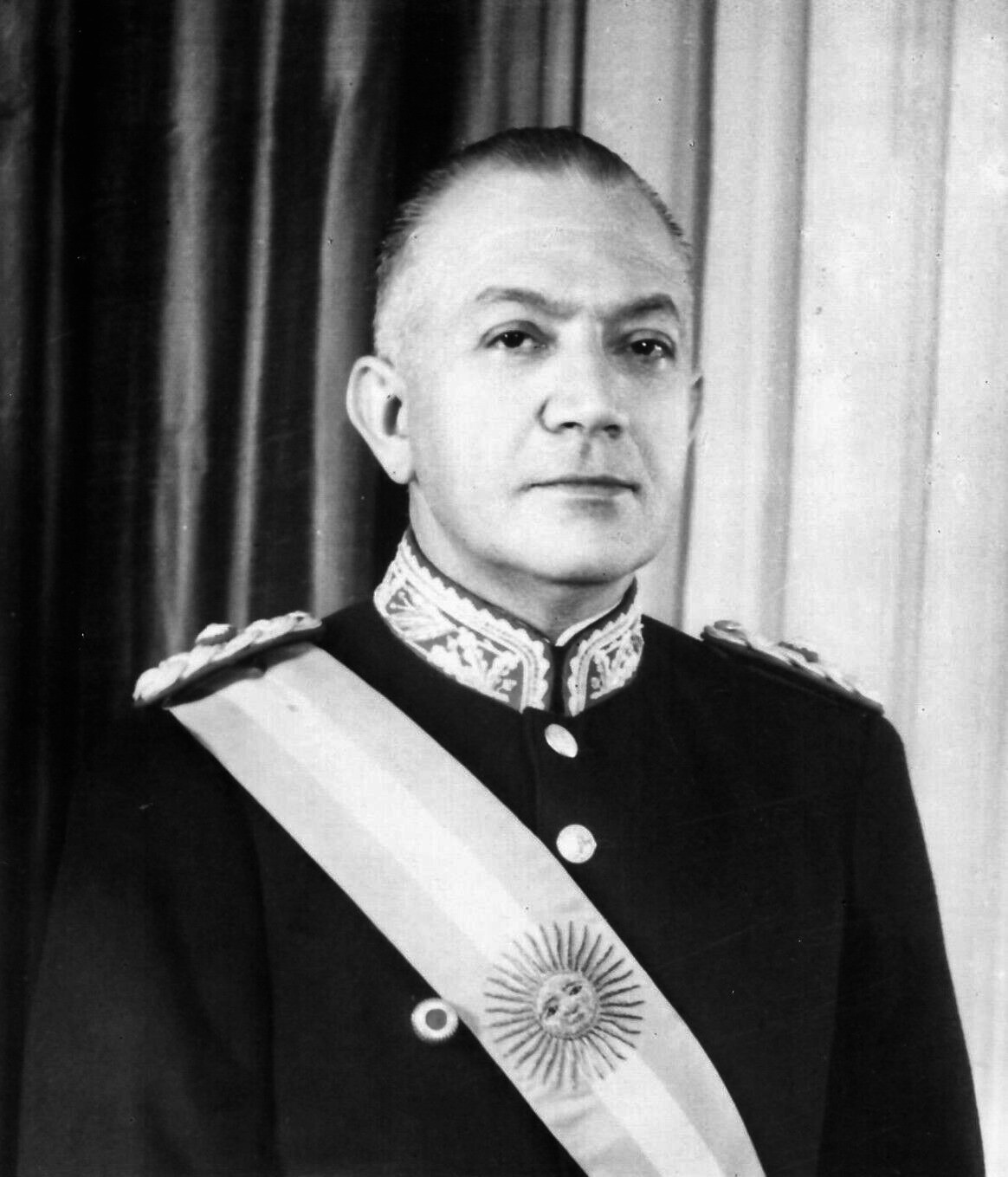
Roberto Marcelo Levingston
17 juni

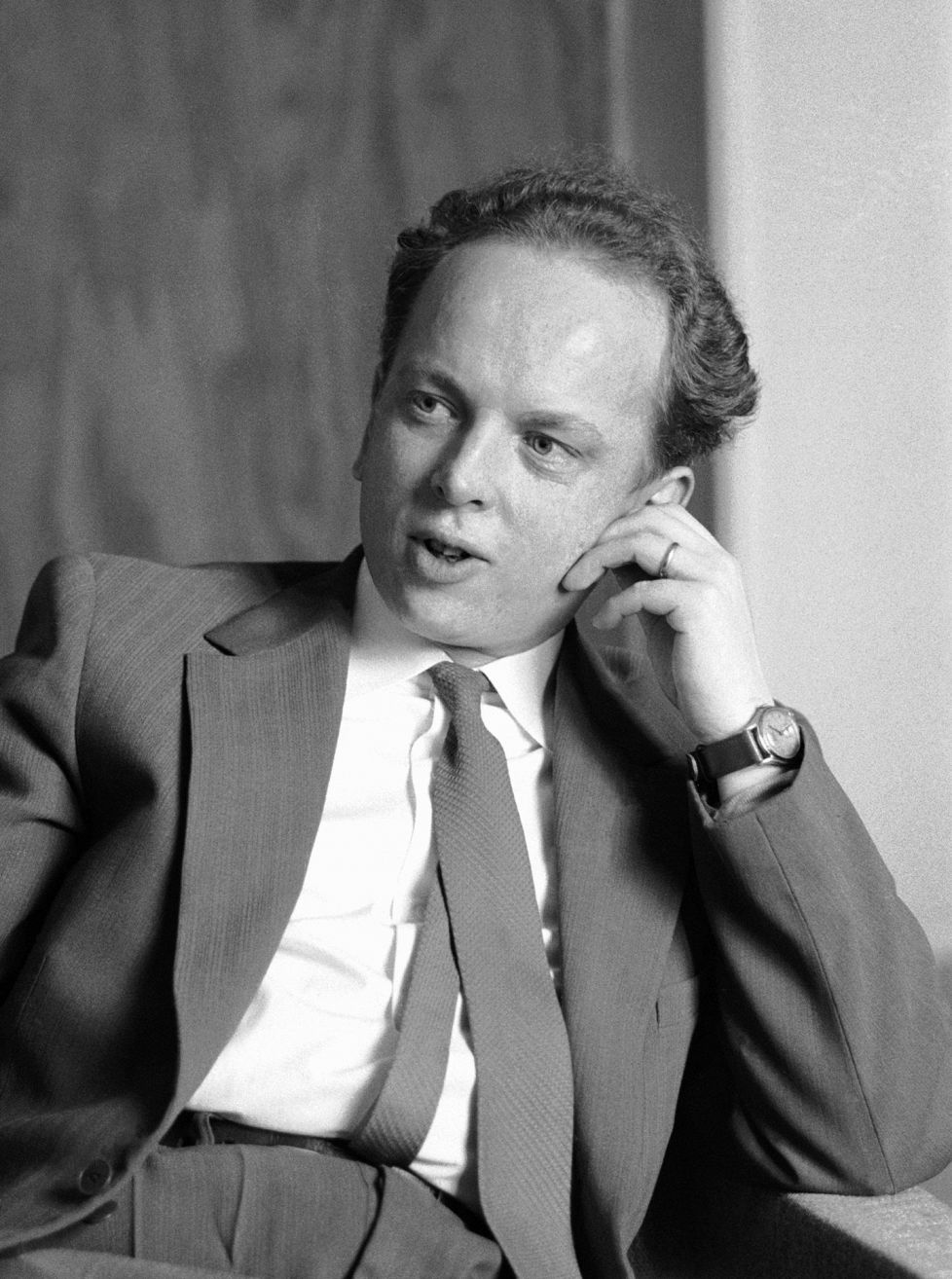
Veijo Meri
21 juni

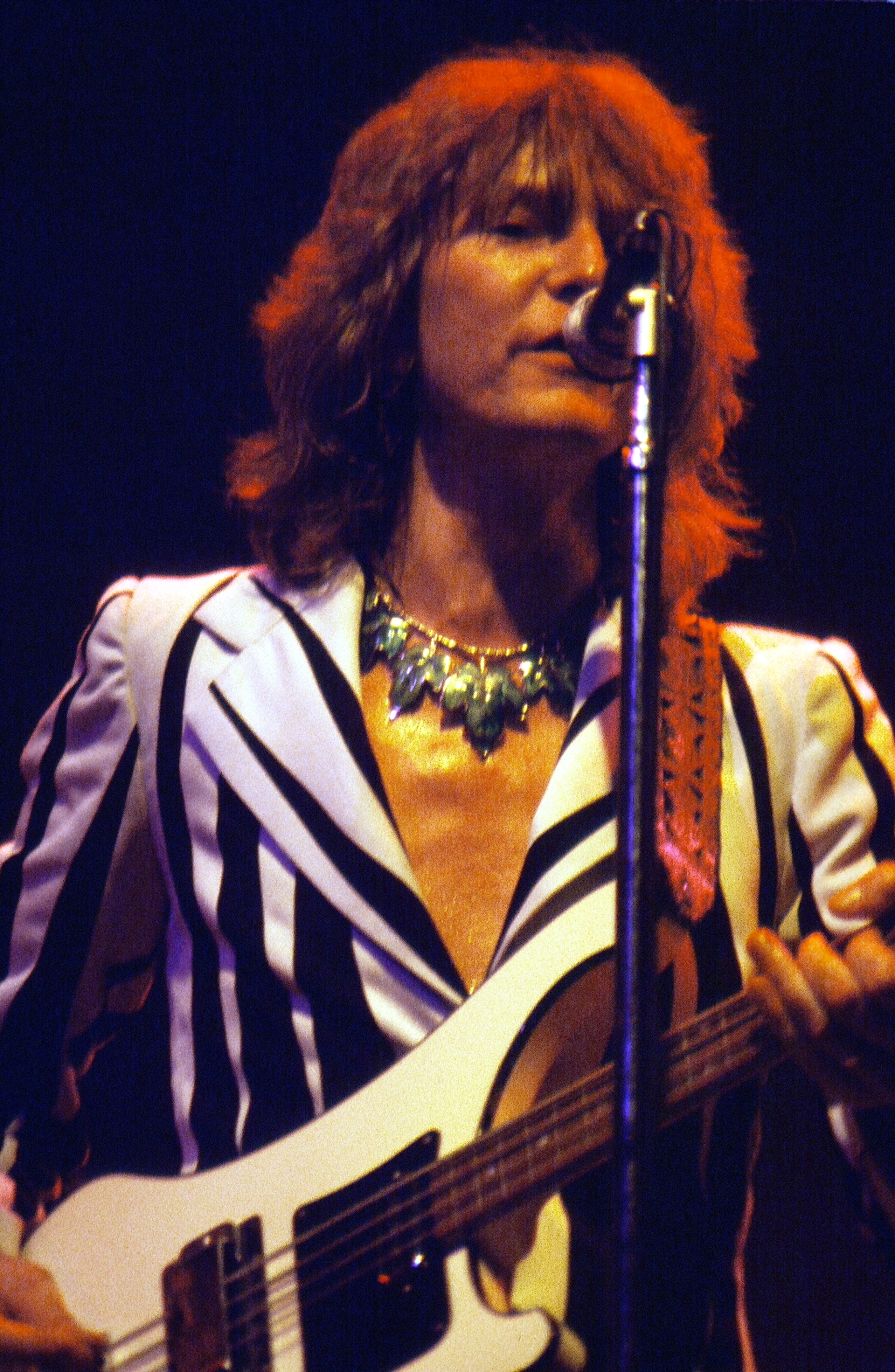
Chris Squire
27 juni

| 1 | 2 | 3 | 4 | 5 | 6 | 7 | 8 | 9 | 10 | 11 | 12 | 13 | 14 | 15 | 16 | 17 | 18 | 19 | 20 | 21 | 22 | 23 | 24 | 25 | 26 | 27 | 28 | 29 | 30 |
| - | - | - | - | - | - | - | - | - | -- | -- | -- | -- | -- | -- | -- | -- | -- | -- | -- | -- | -- | -- | -- | -- | -- | -- | -- | -- | -- |

### 1 juni
- Charles Kennedy (55), Brits politicus[1]
- Nicholas Liverpool (80), Dominicaans president[2]
- Kurt Löb (89), Nederlands kunstenaar[3]
- Jean Ritchie (92), Amerikaans auteur, artiest en componist[4]

### 2 juni
- Antonia Gerena Rivera (115), Puerto Ricaans supereeuwelinge[5]
- Irwin Rose (88), Amerikaans biochemicus[6]
- Theo Saat (87), Nederlands atleet[7]
- Ralph Ungermann (73), Amerikaans computerpionier en ondernemer[8]

### 4 juni
- Bengt Berndtsson (82), Zweeds voetballer[9]
- Jørgen Ravn (75), Deens voetballer[10]
- Albert West (65), Nederlands zanger[11]
- Hermann Zapf (96), Duits typograaf[12]

### 5 juni
- Tariq Aziz (79), Iraaks minister[13]
- Manuel Camacho (69), Mexicaans minister en burgemeester[14]
- Frits Dragstra (87), Nederlands politicus[15]
- Richard Johnson (87), Brits acteur[16]

### 6 juni
- Pierre Brice (86), Frans acteur[17]
- Miel van Gils (90), Nederlands ondernemer[18]
- Dick Holthaus (87), Nederlands modeontwerper[19]
- Corry van der Linden (78), Nederlands hoorspel- en stemactrice[20]

### 7 juni
- Christopher Lee (93), Brits acteur en zanger[21]
- Sean Pappas (49), Zuid-Afrikaans golfprofessional[22]

### 8 juni
- Peter van Wijmen (76), Nederlands politicus, advocaat en hoogleraar[23]

### 9 juni
- James Last (86), Duits orkestleider[24]
- Fred Anton Maier (76), Noors langebaanschaatser[25]

### 11 juni
- Ornette Coleman (85), Amerikaans jazzmuzikant[26]
- Ron Moody (91), Brits acteur[27]
- Dusty Rhodes (69), Amerikaans professioneel worstelaar[28]
- Gerard de Vries (81), Nederlands zanger en dj[29]

### 12 juni
- Nek Chand (90), Indiaas architect en stedenbouwkundige[30]
- Ernest Tomlinson (90), Brits componist en musicus[31]

### 13 juni
- Darius Dhlomo (83), Zuid-Afrikaans voetballer, bokser, muzikant en gemeenteraadslid[32]
- Drs. P (95), Nederlands-Zwitsers tekstschrijver[33]
- Leon Wecke (83), Nederlands polemoloog[34]

### 14 juni
- Henri de Villenfagne de Vogelsanck (98), Belgisch burgemeester[35]
- José Ely de Miranda (82), Braziliaans voetballer[36]

### 15 juni
- Wilfried David (69), Belgisch wielrenner[37]
- Kirk Kerkorian (98), Amerikaans filantroop[38]
- Jean-Pierre Paumen (58), Belgisch atleet[39]
- Hans van de Waarsenburg (71), Nederlands dichter[40]

### 17 juni
- Francisco Domingo Barbosa Da Silveira (71), Uruguayaans bisschop[41]
- Ron Clarke (78), Australisch atleet en burgemeester[42]
- Süleyman Demirel (90), Turks president en premier[43]
- Jeralean Talley (116), Amerikaans supereeuwelinge, oudste persoon van de wereld[44]
- Jean Warland (88), Belgisch jazzmuzikant en -componist[45]

### 18 juni
- Hans Kosterman (70), Nederlands musicus[46]
- Henk Krosenbrink (87), Nederlands erfgoedkundige en streektaalpionier[47]
- Hans Nieuwenhuis (70), Nederlands professor[48]

### 19 juni
- James Salter (90), Amerikaans schrijver[49]

### 20 juni
- Esther Brand (92), Zuid-Afrikaanse atlete[50]

### 21 juni
- Veijo Meri (86), Fins schrijver[51]
- Remo Remotti (90), Italiaans schrijver, schilder, acteur, dichter, zanger en humorist[52]
- Alexander Schalck-Golodkowski (82), Oost-Duits politicus[53]
- Gunther Schuller (89), Amerikaans componist, dirigent en musicus[54]

### 22 juni
- Laura Antonelli (73), Italiaans actrice[55]
- James Carnegie (85), Brits edelman[56]
- James Horner (61), Amerikaans filmcomponist[57]
- Gabriele Wohmann (83), Duits schrijfster[58]

### 23 juni
- Thé Lau (62), Nederlands zanger en schrijver[59]
- Magali Noël (82), Frans actrice en zangeres[60]

### 25 juni
- Patrick Macnee (93), Brits-Amerikaans acteur[61]
- Greta Van Langendonck (71), Belgisch actrice[62]
- Nerses Bedros XIX Tarmouni (75), Armeens geestelijke[63]
- Jan de Voogd (91), Nederlands politicus[64]

### 26 juni
- Larry Carberry (79), Engels voetballer[65]
- Corné Lucassen (50), Nederlands voetballer[66]
- Matti Makkonen (63), Fins uitvinder[67]
- Jevgeni Primakov (85), Russisch politicus[68]
- Denis Thwaites (70), Engels voetballer[69]

### 27 juni
- Chris Squire (67), Brits basgitarist en zanger[70]

### 28 juni
- Goran Brajković (36), Kroatisch voetballer[71]
- Jaap Buijs (69), Nederlands artiestenmanager[72]

### 29 juni
- Hans van Drumpt (75), Nederlands schilder[73]
- Josef Masopust (84), Tsjechisch voetballer[74]

### 30 juni
- Jan Eggens (72), Nederlands burgemeester[75]
- Pierre Kalala Mukendi (75), voetballer uit Congo-Kinshasa[76]